# Irwin Rosten
 Irwin Rosten (* 10. September 1924 in Brooklyn, New York City; † 23. Mai 2010 in Hollywood, Kalifornien) war ein US-amerikanischer Filmproduzent, Filmregisseur und Drehbuchautor.

## Leben und Wirken
Irwin Rosten wurde 1924 als Sohn russischer und polnischer Immigranten in Brooklyn geboren. Der Familie gehörte eine örtliche Drogerie. Rosten arbeitete zunächst als Verfasser von Nachrichtenbeiträgen für das DuMont Television Network.
1954 verließ er New York und zog nach Los Angeles, wo er bei der CBS-Tochtergesellschaft KNXT wiederum Nachrichten schrieb und halbstündige TV-Specials produzierte. Zu seinen dortigen Projekten gehörte der Dokumentarfilm Thou Shalt Not Kill (1958), der sich mit der Todesstrafe beschäftigte. Später wechselte er zu KTLA-TV Channel 5, einem ebenfalls in Los Angeles ansässigen Fernsehsender. Dort arbeitete er als Produzent und Autor von Dokumentationen und TV-Specials. Zu seinen Arbeiten gehörte Split Image (1963), ein Beitrag über ein von Patienten per Videoüberwachungsanlage betriebenes Fernsehprogramm am Camarillo State Mental Hospital.
Ab den 1960ern arbeitete Rosten für den unabhängigen Dokumentarfilm-Produzenten David L. Wolper. Dabei entstanden einige National Geographic Specials, unter anderem die für einen Emmy nominierte Folge Grizzly! (1967). Außerdem produzierte Rosten mehrere Episoden der NBC-Doku-Reihe Hollywood and the Stars.
Gemeinsam mit seinem langjährigen Geschäftspartner Nicolas Noxon begründete Rosten 1967 eine Abteilung für Dokumentarfilme bei Metro-Goldwyn-Mayer. Als erste Produktion erschien im Folgejahr die Clark-Gable-Dokumentation Dear Mr. Gable. Für die 1969 veröffentlichte Dokumentation The Wolf Men über Wolfsjagd in Nordamerika wurde Produzent Rosten mit einer Oscar-Nominierung ausgezeichnet. Der gleiche Erfolg gelang ihm 1976 mit dem Dokumentarfilm The Incredible Machine, der mit Hilfe von Technologien wie Mikrofotografie eine Reise durch den menschlichen Körper visualisierte. Das Sprechen der Texte übernahm E. G. Marshall. The Incredible Machine fand großen Anklang bei den Zuschauern und erreichte die bis dahin höchste Einschaltquote in der Geschichte von PBS. In seiner späten Schaffensphase bereiste Rosten die Welt, so drehte er unter anderem in Japan und Russland National Geographic Specials.
Irwin Rosten starb mit 85 Jahren in seiner Wohnung in Hollywood. Er hinterließ seine Ehefrau Marilyn Ryan und Sohn Peter Rosten, der ebenfalls als Filmproduzent tätig war.

## Auszeichnungen
- 1970: Oscar-Nominierung in der Kategorie „Bester Dokumentarfilm“ für The Wolf Men
- 1976: Oscar-Nominierung in der Kategorie „Bester Dokumentarfilm“ für The Incredible Machine

## Filmografie (Auswahl)
- 1958: Thou shalt not kill (TV-Dokumentation)
- 1963: Biography (TV-Doku-Serie), Folge Fidel Castro
- 1963–1964: Hollywood and the Stars (Fernsehserie, 7 Folgen)
- 1965: Japan: A New Dawn Over Asia – Japan in the 20th Century (TV-Dokumentation)
- 1965: Korea: The 38th Parallel (TV-Dokumentation)
- 1965–1966: Time-Life Specials: The March of Time (TV-Doku-Serie, 2 Folgen)
- 1966: National Geographic Specials (TV-Doku-Serie) – The World of Jacques-Yves Cousteau
- 1967: National Geographic Specials – Grizzly!
- 1968: Dear Mr. Gable (Dokumentarfilm) (Executive Producer)
- 1969: The Wolf Men (Dokumentarfilm)
- 1970: Kifaru... The Black Rhino (Dokumentarfilm)
- 1971: The Enchanted Years (Dokumentarfilm) (Executive Producer)
- 1971: Wildfire! (Dokumentarfilm) (Executive Producer)
- 1972: Hollywood: The Dream Factory (TV-Dokumentation)
- 1974: Die Paarungen der Tiere (Birds Do It, Bees Do It, Dokumentarfilm)
- 1975: The Incredible Machine (Dokumentarfilm)
- 1977: National Geographic Specials – The Volga
- 1978: National Geographic Specials – The Great Whales
- 1980: National Geographic Specials – National Parks
- 1982: The Thames (Dokumentarfilm)
- 1990: Journey Into Life: The World of the Unborn (Kurz-Dokumentation)
- 1999: Celebrate the Century (TV-Doku-Mini-Serie)